# 上六名町
上六名町（かみむつなちょう）は、愛知県岡崎市本庁地区の町名である。丁番を持たない単独町名であるが、小字が設置されている。

## 地理
岡崎市中心部、本庁地区では南東に位置する。

### 小字
- 字木ノ座（きのざ）
- 字郷浦（ごううら）
- 字茶ノ木原（ちゃのきばら）
- 字寺山（てらやま）
- 字林（はやし）
- 字原（はら）
- 字三島（みしま）
- 字宮前（みやまえ）

## 世帯数と人口
2019年（令和元年）5月1日現在の世帯数と人口は以下の通りである。
| 町丁     | 世帯数  | 人口  |
| -------- | ------- | ----- |
| 上六名町 | 170世帯 | 362人 |

### 人口の変遷
国勢調査による人口の推移
| 1995年（平成7年）  | 455人 | [ 5 ] |  |
| 2000年（平成12年） | 438人 | [ 6 ] |  |
| 2005年（平成17年） | 360人 | [ 7 ] |  |
| 2010年（平成22年） | 361人 | [ 8 ] |  |
| 2015年（平成27年） | 387人 | [ 9 ] |  |

## 小・中学校の学区
市立小・中学校に通う場合、学区は以下の通りとなる。
| 番・番地等 | 小学校             | 中学校             | 高等学校 |
| ---------- | ------------------ | ------------------ | -------- |
| 全域       | 岡崎市立六名小学校 | 岡崎市立竜海中学校 | 三河学区 |

## 歴史
額田郡上六名村の一部を前身とする。

### 沿革
- 1889年（明治22年）10月1日 - 町村制施行。六名村・久後崎村・明大寺村・福島新田と合併し、三島村大字上六名となる[11]。
- 1906年（明治39年）5月1日 - 岡崎町に編入し、同町大字上六名となる[12]。
- 1916年（大正5年）7月1日 - 市制施行に伴い、岡崎市大字上六名となる[12]。
- 1917年（大正6年）7月1日 - 上六名町に改称[12]。
- 1980年（昭和55年）3月18日 - 一部が上六名一〜四丁目・三崎町・南明大寺町・六名一〜三丁目・六名新町・六名東町・六名本町となる[12][13]。
- 1988年（昭和63年）5月21日 - 一部が竜美西二丁目となる[12][13]。

## 交通
- 国道248号
  - 明神橋
- 愛知県道293号桜井岡崎線（六名通り）

## 施設
- 三嶋神社
- コムタウン
  - フィールコムタウン
  - DCM岡崎上六名店
  - エディオン岡崎本店
  - ニトリ岡崎コムタウン店
- 三龍社
- 県営上六名住宅

## ギャラリー
- コムタウン
- 三龍社本社
- 三嶋神社

## その他

### 日本郵便
- 郵便番号 : 444-0859[3]（集配局：岡崎郵便局[14]）。

## 参考資料
- 「角川日本地名大辞典」編纂委員会 編『角川日本地名大辞典 23 愛知県』角川書店、1989年3月8日。ISBN 4-04-001230-5。
- 有限会社平凡社地方資料センター 編『日本歴史地名体系第23巻 愛知県の地名』平凡社、1981年。ISBN 4-582-49023-9。
- 新編岡崎市史編さん委員会 編『新編岡崎市史 総集編 20』1993年。